# Pro Bowl Games 2024
Navigation
2023 2025
Les Pro Bowl Games 2024 constituent un évènement se déroulant après la saison 2023 de la National Football League (NFL) et une semaine avant le Super Bowl LVIII.
Le traditionnel match des étoiles est remplacé pour la deuxième saison par des concours d'habiletés et par trois matchs de flag football (sans contact).
Cette édition se déroule les 1er et 4 février 2024 au Camping World Stadium d'Orlando en Floride.
Les votes désignant les joueurs sélectionnés pour l'évènement ont débuté le 27 novembre 2023 et se sont terminés le 25 décembre 2023. Les compositions d'équipe ont été dévoilées le 3 janvier 2024,.
La NFC remporte les Pro Bowl Games 2024 sur le score de 64 à 59 :
| Équipes | Épreuves | Flag Football | Total |
| ------- | -------- | ------------- | ----- |
| NFC     | 30       | 34            | 64    |
| AFC     | 09       | 50            | 59    |

Le MVP offensif est le quarterback Baker Mayfield des Buccaneers de Tampa Bay et le MVP défensif est le linebacker :Demario Davis des Saints de La Nouvelle-Orléans.

## Format
Un concours d'habiletés rapporte trois points à la conférence qui le remporte (aucun point au perdant). Les points s'additionnent par conférence au fur et à mesure des concours. Un nombre maximal de 24 points est attribué pour l'ensemble des huit concours.
La conférence gagnante de chacun des deux premiers matchs de flag football apporte six points à son équipe, pour un total de 12 points disponibles.
Les points des concours d'habiletés et des deux premiers matchs de flag football sont additionnés. Ces points déterminent le score au début du troisième et dernier match de flag qui déterminera la conférence gagnante du Pro Bowl Games.

## Concours d'habiletés
Les concours d'habiletés ont lieu le 1er février 2024 et le 4 février 2024 au Camping World Stadium situé à Orlando.
Liste des concours :
- 2 février 2023 :
  - Precision Passing
  - Best Catch
  - High Stakes
  - Closest to the Pin (golf)
  - Snap Shots
  - Dodgeball

- 4 février 2023 :
  - Madden NFL Head-to-Head
  - Gridiron Gauntlet
  - Tug of war (tir à la corde)
  - Moving The Chains
  - Flag football (3 matchs)

## Équipe AFC
Le joueur doit accepter l'invitation à être remplaçant pour apparaître dans les listes. Celui qui refuse l'invitation n'est pas considéré comme Pro Bowler.
- En GRAS les sélectionné ayant joué lors du Pro Bowl ;
- C  = le joueur a été sélectionné comme capitaine ;
- a  = Sélectionné comme remplaçant à la suite d'une blessure ou d'une place vacante ;
- b  = Blessé/joueur suspendu - sélectionné mais n'a pas participé ;
- c  = Remplacement du titulaire - sélectionné comme réserve ;
- d  = Sélectionné mais n'a pas joué car son équipe participait au Super Bowl LVI ;
- e  = Sélectionné mais ayant choisi de ne pas participer.

### Attaque
| Position         | Titulaires                                       | Réserve(s)                                         | Remplaçant(s)                                    |
| ---------------- | ------------------------------------------------ | -------------------------------------------------- | ------------------------------------------------ |
| Quarterback      | 1 Tua Tagovailoa, Dolphins                       | 8 Lamar Jackson, Ravens 15 Patrick Mahomes, Chiefs | 7 C. J. Stroud, Texans 15 Gardner Minshew, Colts |
| Running back     | 31 Raheem Mostert, Dolphins                      | 4 James Cook, Bills 22 Derrick Henry, Titans       |                                                  |
| Fullback         | 30 Alec Ingold, Dolphins                         |                                                    |                                                  |
| Wide receiver    | 10 Tyreek Hill, Dolphins 2 Amari Cooper, Browns  | 13 Keenan Allen, Chargers 1 Ja'Marr Chase, Bengals | 14 Stefon Diggs, Bills                           |
| Tight end        | 87 Travis Kelce, Chiefs                          | 85 David Njoku, Browns                             | 17 Evan Engram, Jaguars                          |
| Offensive tackle | 78 Laremy Tunsil, Texans 73 Dion Dawkins, Bills  | 72 Terron Armstead, Dolphins                       |                                                  |
| Offensive guard  | 56 Quenton Nelson, Colts 75 Joel Bitonio, Browns | 62 Joe Thuney, Chiefs                              | 77 Wyatt Teller, Browns 70 Kevin Zeitler, Ravens |
| Center           | 52 Creed Humphrey, Chiefs                        | 64 Tyler Linderbaum, Ravens                        | 78 Ryan Kelly, Colts                             |

### Défense
| Position           | Titulaires                                          | Réserve(s)                                      | Remplaçant(s)                                                  |
| ------------------ | --------------------------------------------------- | ----------------------------------------------- | -------------------------------------------------------------- |
| Defensive end      | 95 Myles Garrett, Browns 98 Maxx Crosby, Raiders    | 91 Trey Hendrickson, Bengals                    | 51 Will Anderson Jr., Texans                                   |
| Defensive tackle   | 95 Chris Jones, Chiefs 95 Quinnen Williams, Jets    | 92 Justin Madubuike, Ravens                     | 99 DeForest Buckner, Colts                                     |
| Outside linebacker | 90 T. J. Watt, Steelers 52 Khalil Mack, Chargers    | 41 Josh Allen, Jaguars                          | 6 Jeremiah Owusu-Koramoah, Browns 11 Jermaine Johnson II, Jets |
| Inside linebacker  | 0 Roquan Smith, Ravens                              | 6 Patrick Queen, Ravens                         |                                                                |
| Cornerback         | 2 Patrick Surtain II, Broncos 1 Sauce Gardner, Jets | 5 Jalen Ramsey, Dolphins 21 Denzel Ward, Browns |                                                                |
| Free safety        | 31 Justin Simmons, Broncos                          | 39 Minkah Fitzpatrick, Steelers                 |                                                                |
| Strong safety      | 14 Kyle Hamilton, Ravens                            |                                                 |                                                                |

### Équipes spéciales
| Position           | Titulaires                   | Réserve(s) |
| ------------------ | ---------------------------- | ---------- |
| Punter             | 6 A. J. Cole III, Raiders    |            |
| Kicker             | 9 Justin Tucker, Ravens      |            |
| Kick Returner      | 19 Marvin Mims, Broncos      |            |
| Équipiers spéciaux | 28 Miles Killebrew, Steelers |            |
| Long snapper       | 46 Ross Matiscik, Jaguars    |            |

## Équipe NFC
Le joueur doit accepter l'invitation à être remplaçant pour apparaître dans les listes. Celui qui refuse l'invitation n'est pas considéré comme Pro Bowler.
- En GRAS les sélectionné ayant joué lors du Pro Bowl.
- C  = le joueur a été sélectionné comme capitaine.
- a  = Sélectionné comme remplaçant à la suite d'une blessure ou d'une place vacante ;
- b  = Blessé/joueur suspendu - sélectionné mais n'a pas participé ;
- c  = Remplacement du titulaire - sélectionné comme réserve ;
- d  = Sélectionné mais n'a pas joué car son équipe participait au Super Bowl LVI ;
- e  = Sélectionné mais ayant choisi de ne pas participer ;
- f  = Sélectionné comme titulaire mais a cédé son poste.

### Attaque
| Position         | Titulaires                                          | Réserve(s)                                       | Remplaçant(s)                                                             |
| ---------------- | --------------------------------------------------- | ------------------------------------------------ | ------------------------------------------------------------------------- |
| Quarterback      | 13 Brock Purdy, 49ers                               | 4 Dak Prescott, Cowboys 9 Matthew Stafford, Rams | 1 Jalen Hurts, Eagles 6 Baker Mayfield, Buccaneers 7 Geno Smith, Seahawks |
| Running back     | 23 Christian McCaffrey, 49ers                       | 0 D'Andre Swift, Eagles 23 Kyren Williams, Rams  | 26 Jahmyr Gibbs, Lions                                                    |
| Fullback         | 44 Kyle Juszczyk, 49ers                             |                                                  | 30 C. J. Ham, Vikings                                                     |
| Wide receiver    | 88 CeeDee Lamb, Cowboys 11 A. J. Brown, Eagles      | 13 Mike Evans, Buccaneers 17 Puka Nacua, Rams    | 14 Amon-Ra St. Brown, Lions 14 DK Metcalf, Seahawks                       |
| Tight end        | 85 George Kittle, 49ers                             | 87 Sam LaPorta, Lions                            | 87 Jake Ferguson, Cowboys                                                 |
| Offensive tackle | 71 Trent Williams, 49ers 65 Lane Johnson, Eagles    | 58 Penei Sewell, Lions                           | 78 Tristan Wirfs, Buccaneers                                              |
| Offensive guard  | 70 Zack Martin, Cowboys 63 Chris Lindstrom, Falcons | 69 Landon Dickerson, Eagles                      | 73 Tyler Smith, Cowboys                                                   |
| Center           | 62 Jason Kelce, Eagles                              | 77 Frank Ragnow, Lions                           | 78 Erik McCoy, Saints                                                     |

### Défense
| Position           | Titulaires                                            | Réserve(s)                                              | Remplaçant(s)                                      |
| ------------------ | ----------------------------------------------------- | ------------------------------------------------------- | -------------------------------------------------- |
| Defensive end      | 97 Nick Bosa, 49ers 98 Montez Sweat, Bears            | 97 Aidan Hutchinson, Lions                              | 90 DeMarcus Lawrence, Cowboys                      |
| Defensive tackle   | 99 Aaron Donald, Rams 97 Dexter Lawrence, Giants      | 98 Javon Hargrave, 49ers                                | 95 Derrick Brown, Panthers 97 Kenny Clark, Packers |
| Outside linebacker | 11 Micah Parsons, Cowboys 99 Danielle Hunter, Vikings | 7 Haason Reddick, Cardinals                             |                                                    |
| Inside linebacker  | 54 Fred Warner, 49ers                                 | 54 Bobby Wagner, Seahawks                               | 56 Demario Davis, Saints                           |
| Cornerback         | 26 DaRon Bland, Cowboys 7 Charvarius Ward, 49ers      | 33 Jaylon Johnson, Bears 21 Devon Witherspoon, Seahawks | 2 Darius Slay, Eagles                              |
| Free safety        | 3 Jessie Bates III, Falcons                           |                                                         |                                                    |
| Strong safety      | 3 Budda Baker, Cardinals                              | 20 Julian Love, Seahawks                                |                                                    |

### Équipes spéciales
| Position           | Titulaires                    | Réserve(s)                |
| ------------------ | ----------------------------- | ------------------------- |
| Punter             | 5 Bryan Anger, Cowboys        |                           |
| Kicker             | 17 Brandon Aubrey, Cowboys    |                           |
| Kick Returner      | 22 Rashid Shaheed, Saints     |                           |
| Équipiers spéciaux | 42 Jalen Reeves-Maybin, Lions | 44 Nick Bellore, Seahawks |
| Long snapper       | 42 Andrew DePaola, Vikings    |                           |

## Nombre de sélections par franchise
| Équipes                            | Nb. |
| ---------------------------------- | --- |
| Ravens de Baltimore                | 8   |
| Bills de Buffalo                   | 3   |
| Bengals de Cincinnati              | 2   |
| Browns de Cleveland                | 7   |
| Broncos de Denver                  | 3   |
| Texans de Houston                  | 3   |
| Colts d'Indianapolis               | 4   |
| Jaguars de Jacksonville            | 3   |
| Chiefs de Kansas City              | 5   |
| Raiders de Las Vegas               | 2   |
| Chargers de Los Angeles            | 2   |
| Dolphins de Miami                  | 6   |
| Patriots de la Nouvelle-Angleterre | 0   |
| Jets de New York                   | 3   |
| Steelers de Pittsburgh             | 3   |
| Titans du Tennessee                | 1   |

| Équipes                       | Nb. |
| ----------------------------- | --- |
| Cardinals de l'Arizona        | 1   |
| Falcons d'Atlanta             | 2   |
| Panthers de la Caroline       | 1   |
| Bears de Chicago              | 2   |
| Cowboys de Dallas             | 10  |
| Lions de Détroit              | 7   |
| Packers de Green Bay          | 1   |
| Rams de Los Angeles           | 4   |
| Vikings du Minnesota          | 3   |
| Saints de La Nouvelle-Orléans | 3   |
| Giants de New York            | 1   |
| Eagles de Philadelphie        | 8   |
| 49ers de San Francisco        | 9   |
| Seahawks de Seattle           | 6   |
| Buccaneers de Tampa Bay       | 3   |
| Commanders de Washington      | 0   |

## Programme et résultats

### 1erfévrier

#### Precision Passing
Lors de cette épreuve les quarterbacks devaient tenter de toucher autant de cible que possible en une minute.
Tour préliminaire
C. J. Stroud et Baker Mayfield se sont qualifiés pour la finale avec les meilleurs scores en qualification :
| N° | Joueur          | Équipe     | Score |
| -- | --------------- | ---------- | ----- |
| 1  | C. J. Stroud    | Texans     | 26    |
| 2  | Baker Mayfield  | Buccaneers | 24    |
| 3  | Gardner Minshew | Colts      | 21    |
| 4  | Geno Smith      | Seahawks   | 20    |
| 5  | Jalen Hurts     | Eagles     | 17    |
| 6  | Tua Tagovailoa  | Dolphins   | 16    |
Finale : Baker Mayfield a reporté l'épreuve pour la NFC :
| N° | Joueur         | Équipe     | Score |
| -- | -------------- | ---------- | ----- |
| 1  | Baker Mayfield | Buccaneers | 9     |
| 2  | C. J. Stroud   | Texans     | 8     |
Résultat : 3 points pour la NFC.
Classement provisoire : AFC 0 - 3 NFC

#### High Stakes
Il s'agit d'une épreuve en plusieurs tours dans laquelle les joueurs tentent de réceptionner le plus de punt effectués par une machine JUGS. Cet événement a remplacé le Lightning Round de l'année précédente.
Miles Killebrew (en) remporte la compétition pour l'AFC (6 ballons au total).
Résultat : 3 points pour l'AFC.
Classement provisoire : AFC 3 - 3 NFC

#### Closest to the Pin

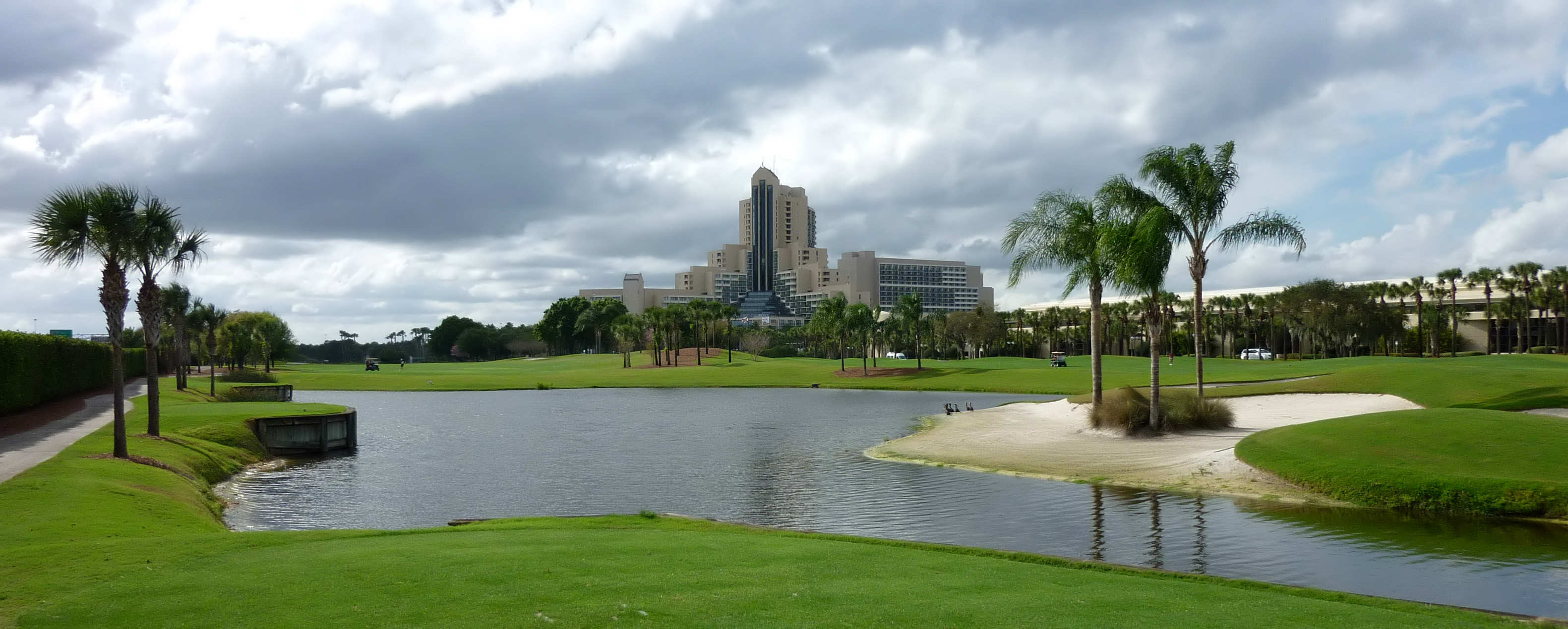
Le Closest to the Pin s'est déroule sur le (par 3) du parcours du : Hawk's Landing Golf Club de l'hôtel '.

Il s'agit d'une compétition de précision au cours de laquelle six joueurs de chaque conférence tentaient de placer une balle de golf aussi près que possible du trou. (Cet événement a remplacé l'épreuve Longest Drive de l'année précédente). Il s'agissait d'une épreuve préenregistrée.
Bryan Anger (en) de la NFC a remporté l'épreuve lors de sa deuxième tentative en plaçant la balle à 2 pieds du trou.
Résultat : 3 points pour la NFC.
Classement provisoire : AFC 3 - 6 NFC

#### Snap Shots
Dans cette épreuve les long snappers et centres envoient des ballons vers différentes cibles. La NFC remporte l'épreuve avec un total de 14 cibles pour 11 à l'AFC.
Résultat : 3 points pour la NFC.
Classement provisoire : AFC 3 - 9 NFC

#### Dodgeball
Cette épreuve est disputée par quatre équipes de cinq joueurs représentant une attaque et une défense de chaque conférence. La compétition comprend deux matchs (Déf AFC vs Att NFC et vice-versa). L'attaque de l'AFC a battu la défense de la NFC et l'attaque de la NFC a battu la défense de l'AFC.
Résultat : 3 points pour l'AFC et pour la NFC.
Classement provisoire 1re journée : AFC 6 - 12 NFC

### 4 février

#### Le Morpion
Les kickers de chaque conférence  devaient envoyer le ballon vers un tableau géant représentant les cases du jeu demorpion. C'est l'AFC qui remporte l'épreuve.
Résultat : 3 points pour l'AFC
Classement provisoire : AFC 9 - 12 NFC

#### Flag Football -1erquart temps
Remporté par l'AFC sur le score de 12 à 7.
Classement provisoire : AFC 21 - 19 NFC

#### Move the Chains
Il s'agit d'une course par équipe de cinq joueurs de chaque conférence. Ils doivent déplacer une masse totale de 3 000 pounds et ensuite tirer une masse de 2 000 pounds jusqu'à la ligne finale.
Résultat : NFC vainqueur
Classement provisoire : AFC 21 - 22 NFC

#### Flag Football -2equart temps
Remporté par l'AFC 26 à 14.
Classement provisoire : AFC 47 - 36 NFC

#### Madden NFL Head-to-Head
Deux joueurs de chaque conférence jouent au jeu vidéo Madden NFL 24 avec les effectifs du Pro Bowl 2024, épreuve qui était en exhibition la saison précédente. Puka Nacua et Micah Parsons (NFC) ont battu David Njoku et Tyreek Hill (AFC) sur le score de 36 à 15.
Résultat : 2 points pour la NFC
Classement provisoire : AFC 47 - 39 NFC

#### Gridiron Gauntlet - part 1
Six joueurs de chaque conférence se battent lors d'une course relais sur un parcours d'obstacle.
La première course est remportée la NFC (3 points)
Classement provisoire : AFC 47 - 42 NFC

#### Best Catch
Lors de cette épreuve préenregistrée, Puka Nacua (NFC) et David Njoku (AFC), ont été montrés effectuant des réceptions près de divers monuments d'Orlando. Un vote des fans a été organisé pour déterminer qui avait réalisé les meilleures réceptions. C'est Puca Nacua de la NFC qui a été annoncé vainqueur le 4 février entre les deux jeux de Gridiron Gauntlet.
Résultat : 3 points pour la NFC
Classement provisoire : AFC 47 - 45 NFC

#### Gridiron Gauntlet - part 2
La deuxième course est remportée par la NFC (3 points)
Classement provisoire : AFC 47 - 48 NFC

#### Flag Football -3equart temps
Remporté par la NFC sur le score de 7 à 6.
Classement provisoire : AFC 53 - 55 NFC

#### Tug-of-war
Tir à la corde avec cinq joueurs de chaque conférence en trois manches maximum.
La NFC remporte l'épreuve 2-0 et gagne 3 points.
Classement provisoire : AFC 53 - 58 NFC

#### Flag football -4equart temps
Le dernier quart temps se solde par un nul 6 à 6.
Classement final : AFC 59 - 64 NFC